# Budova Českého yacht klubu
Budova Českého Yacht Klubu je dvoupatrová celodřevěná stavba na adrese Praha 4 - Podolí, Přístav 5, čp. 1148. Objekt je památkově chráněn.

## Historie
Objekt stojí na hrázi, která odděluje přístaviště lodí od toku Vltavy. Budova byla postavena v roce 1912 podle projektu stavitele Ferdinanda Šamonila, nahradila původní také dřevěnou klubovnu z roku 1909. Budova se liší od původního dochovaného projektu hlavně v úpravě horního patra. Stavba byla postupně rozšiřována v letech 1922–1925 o přístavbu na jižní straně, v roce 1930 o přístavbu na východní straně a na severní straně byla rozšířena zasklená veranda. Za skladovou budovou je umístěn výtah na lodě z roku 1912 a druhý, širší výtah na lodě byl zřízen roku 1932. V přízemí a suterénu na východní straně je umístěna loděnice.

## Interiér
V budově je náročně řešený interiér, dvojramenné schodiště do patra, v prvním patře klubovna a zasedací místnost, ve druhém patře jsou šatny. Interiér je vybaven původním nábytkem a dalšími předměty včetně trofejí z doby, kdy byl klub založen, včetně předmětů pocházejících ještě z původní klubovny a také z období mezi válkami.